# Смертність внаслідок Чорнобильської катастрофи
Смертність внаслідок Чорнобильської катастрофи
Чорнобильська катастрофа, яку вважають найгіршою ядерною катастрофою в історії, сталася 26 квітня 1986 року на Чорнобильській атомній електростанції в Українській Радянській Соціалістичній Республіці, яка тоді була частиною Радянського Союзу, а зараз знаходиться в Україні. З 1986 року загальна кількість загиблих внаслідок катастрофи не має єдиної думки; як зазначає рецензований медичний журнал The Lancet та інші джерела, вона залишається суперечливою.  Існує консенсус щодо того, що загалом приблизно 30 людей померли від негайної вибухової травми та гострого променевого синдрому (ГПР) відповідно протягом секунд-місяців після катастрофи, а загалом 60 – протягом десятиліть після неї, включаючи пізніший рак, спричинений радіацією. Однак існують значні суперечки щодо точної кількості прогнозованих смертей, які ще не настали через довгострокові наслідки катастрофи для здоров'я; Довгострокові оцінки смертності коливаються від 4000 (згідно з висновками спільного консорціуму Організації Об'єднаних Націй за 2005 та 2006 роки) для найбільш опромінених людей України, Білорусі та Росії до 16 000 випадків загалом для всіх, хто зазнав опромінення на всьому континенті Європи, з цифрами до 60 000, якщо врахувати відносно незначні наслідки по всьому світу. Такі цифри базуються на сильно оскаржуваній лінійній безпороговій моделі.
Ця безпорогова епідеміологічна проблема не є унікальною для Чорнобиля і так само перешкоджає спробам оцінити низькорівневе забруднення радоном, забруднення повітря та вплив природного сонячного світла. Визначення підвищеного ризику або загальної кількості смертей від дуже низьких доз є повністю суб'єктивним, і хоча набагато вищі значення можна було б виявити, нижчі значення знаходяться поза статистично значущим досяжністю емпіричної науки і, як очікується, залишаться непізнаними.
Згідно з епідеміологічними дослідженнями, що базуються на моделях, частота випадків раку щитоподібної залози внаслідок аварії до 2065 року порівняно з іншими джерелами, що викликають рак (харчування тощо) по всій Європі, становить приблизно 1 на 10 000 як ймовірний найгірший сценарій.  Рак щитоподібної залози відносно добре піддається лікуванню протягом кількох десятиліть. Приписуючи 1% рівень смертності Таттлом та ін. 16 000 випадків по всій Європі, як передбачали Кардіс та ін., це призводить до того, що ймовірна кінцева загальна кількість смертей від радіаційно-індукованого раку щитоподібної залози становитиме близько 160. 
Не було повідомлено про підтверджене збільшення кількості випадків солідного раку серед когорт ліквідаторів, а спостережуване збільшення кількості випадків лейкемії було статистично незначним. Ліквідатори були дорослими на момент опромінення, а середня доза зовнішнього опромінення становила 117 мЗв. Слід також зазначити, що в статті в журналі Science зазначено, що не було жодних трансгенераційних наслідків радіаційного опромінення у дітей, народжених від тих, хто працювали ліквідаторами. У цьому дослідженні використовувалося секвенування всього геному в когорті зразків крові батьків та дітей. 

## Короткострокові підрахунки загиблих
Спочатку кількість смертей у Радянському Союзі, безпосередньо спричинених Чорнобильською катастрофою, включала лише двох працівників Чорнобильської атомної електростанції, які загинули одразу після вибуху реактора станції. Однак до кінця 1986 року радянські чиновники оновили офіційну кількість до 30, що відображає загибель ще 28 працівників станції та рятувальників протягом місяців після аварії. За десятиліття після аварії багато колишніх радянських чиновників та деякі західні джерела також визначили загальну кількість 30 прямих жертв. 
Зі свого боку, деякі евакуйовані, що вижили, з регіонів, які зараз входять до Чорнобильської зони відчуження та Поліського державного радіоекологічного заповідника, стверджують, що офіційна кількість прямих жертв аварії не включає травми та смерті від ГРС, свідками яких вони самі стверджують протягом тижнів і місяців після вибуху реактора.  У відповідь установи-члени Організації Об'єднаних Націй, включаючи Міжнародне агентство з атомної енергії (МАГАТЕ) та Чорнобильський форум, ігнорують такі заяви евакуйованих, називаючи їх дезінформацією, «міськими легендами» або радіофобією. 

## Дебати щодо звітів ООН за 2005 та 2006 роки
У серпні 1986 року — на першій міжнародній конференції з питань Чорнобильської катастрофи — МАГАТЕ встановило, але не оприлюднило офіційно цифру 4000 смертей як загальну прогнозовану кількість смертей, спричинених аварією в довгостроковій перспективі. У 2005 та 2006 роках спільна група Організації Об'єднаних Націй та урядів України, Білорусі та Росії, визнаючи постійні наукові, медичні, соціальні наукові та громадські сумніви щодо кількості загиблих внаслідок аварії, які виникли протягом 20 років після катастрофи, працювала над встановленням міжнародного консенсусу щодо наслідків аварії за допомогою серії звітів, які зібрали 20 років досліджень, щоб офіційно оприлюднити попередні оцінки ООН, МАГАТЕ та Всесвітньої організації охорони здоров'я (ВООЗ) про загальну кількість 4000 смертей від захворювань, пов'язаних з катастрофою, серед "найбільш опроміненого населення Чорнобиля". 
Однак, як було детально описано у спеціальному звіті рецензованого наукового журналу Nature у квітні 2006 року, точність та правильність прогнозованої кількості загиблих у 4000 осіб, розробленої цією спільною групою під керівництвом Організації Об'єднаних Націй, були негайно оскаржені, причому кілька тих самих вчених, лікарів та біомедичних консорціумів, чиї роботи цитувала спільна група, публічно заявили, що спільна група або перекручувала їхню роботу, або інтерпретувала її поза контекстом.
Інші також знайшли недоліки у висновках спільної групи під керівництвом Організації Об'єднаних Націй за роки після їх першої публікації, стверджуючи, що цифра в 4000 занижена, зокрема Союз стурбованих вчених; ліквідатор Чорнобиля, що вижили; евакуйовані з Чорнобиля, Прип'яті та інших районів, які зараз входять до Чорнобильської зони відчуження та Поліського державного радіоекологічного заповідника; екологічні групи, такі як Greenpeace; та кілька українських та білоруських вчених та лікарів, які вивчали та лікували переміщених евакуйованих та ліквідаторів протягом десятиліть після аварії. 

## Смертність ліквідаторів
Невизначений та суперечливий рівень смертності ліквідаторів Чорнобиля є основним фактором відсутності консенсусу щодо точної кількості загиблих внаслідок Чорнобильської катастрофи. Після самої катастрофи Радянський Союз організував зусилля зі стабілізації та герметизації зони реактора, яка все ще була затоплена радіацією, використовуючи зусилля приблизно 600 000"ліквідаторів", завербованих або призваних з усього Радянського Союзу. 
З 1990-х років, коли розсекречення окремих записів ліквідаторів спонукало деяких безпосередніх учасників висловитися публічно, деякі з тих, хто безпосередньо брав участь у ліквідаційних роботах ліквідаторів, стверджували, що в результаті ліквідації загинуло кілька тисяч ліквідаторів.  Інші організації стверджують, що загальна кількість смертей ліквідаторів в результаті ліквідаційної операції може становити щонайменше 6000. Національна комісія з радіаційного захисту України заперечила оцінку в 6000 осіб, назвавши її завищеною, стверджуючи, що кількість смертей, пов'язаних з ліквідацією наслідків Чорнобильської аварії, у розмірі 6000 осіб перевищить підтверджену кількість смертей ліквідаторів від усіх інших причин, включаючи старість та автомобільні аварії, протягом розглянутого періоду.[потрібне посилання] Натомість представники Національного науково- дослідного центру радіаційної медицини у Києві, Спілки ліквідаторів Чорнобиля та Програми радіаційного захисту ВООЗ стверджують, що як небезпечні умови, в яких працювали ліквідатори, так і секретність, якою Радянський Союз приховував надзвичайно секретні зусилля з ліквідації наслідків катастрофи, не лише перешкоджають відкиданню кількості загиблих ліквідаторів у 6000 осіб, але й вказують на те, що оцінка в 6000 осіб може бути заниженою. 
Зі свого боку, деякі ліквідатори Чорнобиля, що вижили, після розсекречення додаткових записів на початку 2000-х років публічно стверджували, що офіційні записи та бюрократичні оцінки не відображають повного обсягу заяв ліквідаторів про смерті, пов'язані з катастрофою. Прикладами таких заяв є коментарі ліквідаторів, що вижили, у документальному фільмі 2006 року «Битва за Чорнобиль», який отримав премію Prix Italia, , а також коментарі Валерія Стародумова в українському документальному фільмі 2011 року «Чорнобиль.3828», який описує роботу Стародумова та інших ліквідаторів і постулює її довгостроковий вплив на їхнє життя та здоров'я.  26-річне дослідження когортної групи з 4810 ліквідаторів з Естонії не виявило жодних певних наслідків для здоров'я, пов'язаних з радіацією.

## Довголатентні захворювання
Питання, пов'язані з виявленням та відстеженням довголатентних захворювань, стали ще однією перешкодою для досягнення консенсусу щодо смертей, окрім безпосередніх смертей, безпосередньо пов'язаних з початковим вибухом реактора та подальшим обструктивним вибухом. Протягом років після аварії, відстрочені смерті після катастрофи внаслідок солідних видів раку, лейкемії та інших захворювань з тривалою латентністю, які можуть бути пов'язані з викидом радіоактивних уламків під час аварії, залишаються постійною проблемою. Однак, упорядковані стандарти, методи та постійні дослідницькі зусилля, необхідні для точного визначення, відстеження та підрахунку таких смертей від захворювань з тривалою латентністю, залишаються відсутніми, що призводить до прогалин у даних та розбіжних оцінок.   Існує консенсус лише щодо однієї форми довгострокового фізіологічного ефекту: рак щитовидної залози у тих, хто споживав радіоактивний йод у дитинстві. Це пояснюється тим, що дози радіойоду, що потрапляли в щитовидну залозу дитини, були набагато вищими, ніж від інших ізотопів, а щитовидна залоза дитини все ще зростає. Серед тих, хто зазнав опромінення та у кого розвинувся рак щитовидної залози, частка раку, пов'язаного з інцидентом на Чорнобильській АЕС, оцінюється від 7% до 50%. Оскільки немає біомаркера для радіаційно- індукованого раку щитовидної залози, точну кількість випадків, що спостерігаються в популяції, неможливо визначити.
Звертаючись до довголатентних захворювань у широко цитованому звіті 2008 року, МАГАТЕ підтвердило свій висновок від серпня 1986 року (спочатку зроблений на першій міжнародній конференції з питань аварії (захід, закритий для преси та громадських спостерігачів) та офіційно оприлюднений у 2005 та 2006 роках) про прогнозовану кількість передчасних смертей у результаті катастрофи 4000 осіб.  МАГАТЕ базувала цю цифру в 4000 осіб на своїй оцінці 3% зростання захворюваності на рак у регіонах навколо станції,  вперше прийнявши її на конференції 1986 року після відхилення висновку про прогнозовану кількість смертей у 40 000 осіб, який Валерій Легасов — хімік-неорганік та провідний дослідник офіційної комісії Радянського Союзу з питань Чорнобильської катастрофи —оцінив на основі досліджень своєї команди. У 2020 році Гауптманн та багато міжнародних вчених , вивчаючи численні збитки, спричинені «низькими дозами», які вразили населення тих, хто вижив після вибухів атомних бомб на Хіросіму та Нагасакі, а також у численних аваріях на атомних електростанціях, що сталися у світі, у великому метааналізі дійшли висновку, що нові епідеміологічні дослідження безпосередньо підтверджують надмірні ризики раку від низьких доз іонізуючого випромінювання; а Вентурі повідомив у російському журналі «Біосфера» прокореляцію між радіоактивним цезієм та світовим зростанням захворюваності та смертності від раку підшлункової залози.
Щодо юридичних аспектів компенсації та виплат, то до 2005 року уряд України надавав допомогу у зв'язку з втратою годувальника 19 000 сімей «через втрату годувальника, смерть якого вважалася можливо пов'язаною з аварією на Чорнобильській АЕС»;  до 2019 року ця цифра зросла до 35 000 сімей. До 2016 року деякі українські та білоруські лікарі, відповідальні за лікування великої кількості колишніх ліквідаторів протягом десятиліть після аварії, закликали до проведення більш комплексних досліджень та наполягали на тому, щоб оціночна кількість смертей, пов'язаних з катастрофами, від захворювань з тривалою латентністю була переглянута в бік збільшення, стверджуючи, що їхні власні дані вказують на рівень смертності колишніх ліквідаторів у кілька тисяч на рік внаслідок захворювань, пов'язаних з катастрофою.
Greenpeace прогнозував до мільйона додаткових смертей, пов'язаних з раком, від Чорнобильської катастрофи. Чорнобильський форум, ВООЗ та інші міжнародні організації не приймають цю цифру.

## Методологічні дебати
Використання різних, суперечливих методів ідентифікації та підрахунку смертей, включаючи очікувані смерті внаслідок захворювань з тривалою латентністю, також сприяло широкому діапазону оцінок кількості загиблих від Чорнобильської катастрофи. Як згадував в інтерв'ю колишній голова МАГАТЕ Ганс Блікс,  такі розбіжності щодо різних методів підрахунку та розбіжних даних про кількість загиблих, які вони дають, були основою зусиль щодо оцінки загальної кількості загиблих від катастрофи з моменту перших спроб міжнародної влади встановити консенсусну кількість загиблих.
Дійсно, на серпневій зустрічі першої міжнародної конференції з питань катастрофи 1986 року МАГАТЕ зменшило прогнозовану кількість смертей, пов'язаних із катастрофою, з 40 000 до 4 000, оцінку Валерія Легасова — хіміка-неорганіка та провідного дослідника офіційної комісії Радянського Союзу — після заперечень проти використання Легасовим статистичної моделі, заснованої на даних про радіацію внаслідок атомних бомбардувань Хіросіми та Нагасакі. (Саме цю цифру в 4000 осіб, отриману під час методологічних дебатів на конференції 1986 року, МАГАТЕ наводило як свою приблизну оцінку протягом 20 років, перш ніж приєднатися до інших установ Організації Об'єднаних Націй у 2005 та 2006 роках, щоб зробити 4000 офіційною оцінкою ООН щодо смертей, пов'язаних із катастрофами.) Аналогічно, деякі теоретичні оцінки смертей від катастрофи оскаржуються на тій підставі, що вони спираються на суперечливі моделі, такі як лінійна безпорогова модель (LNT) або гормезис, для порівняння розрахункових показників захворюваності на рак під час катастрофи з фоновими показниками захворюваності на рак.
Однак навіть оцінки кількості загиблих, які визнавали та намагалися пом'якшити такі методологічні дебати, призвели до низки різних оцінок, включаючи висновок Союзу стурбованих вчених 2011 року на основі моделі LNT про 27 000 смертей внаслідок аварії; кількість загиблих від 93 000 до 200 000, яку Greenpeace постулював з 2006 року; та «Чорнобиль: наслідки катастрофи для людей та навколишнього середовища» (опубліковано в 2007 році російськими філіями «Анналів Нью-Йоркської академії наук», але без явного схвалення NYAS), , яка оцінює 985 000 передчасних смертей в результаті радіоактивності, що вивільнилася внаслідок аварії.

## Розповіді евакуйованих, що вижили
З 1986 року чиновники схильні ігнорувати як неточні, неекспертні думки твердження деяких евакуйованих з Чорнобильської зони відчуження та Поліського державного радіоекологічного заповідника, що їхні власні спостереження за смертями, пов'язаними з катастрофою, не відображені в офіційних записах та підрахунках.Наприклад, влада довго відкидала заяви деяких евакуйованих з Прип'яті про високий рівень смертності серед співгромадян, які зібралися на залізничному мосту — так званому «Мості смерті» — щоб спостерігати за палаючим вогнем вибухлого реактора та сяючим, електрично-блакитним стовпом іонізованого повітря посеред видимих радіоактивних опадів у ніч аварії, називаючи його міською легендою. Цей конкретний інцидент ніколи не був підтверджений; Журналіст Адам Хіггінботам взяв інтерв'ю у однієї людини, «якій на той час було сім чи вісім років, яка справді під'їхала на велосипеді до мосту, щоб побачити, що він міг побачити на реакторі, який знаходився лише за три кілометри. Але він не мертвий. Він, очевидно, цілком здоровий».
Дійсно, деякі фахівці стверджують, що психологічна травма після катастрофи, яку іноді характеризують як радіофобію або називають психічним аспектом сукупності симптомів після аварій, які деякі лікарі називають «Чорнобильським синдромом», спонукала деяких колишніх мешканців регіону навколо станції пояснювати смерть аварією, ґрунтуючись лише на неофіційних даних. У цьому ж ключі Чорнобильський форум, Всесвітня ядерна асоціація (WNA) та інші групи стверджують про збільшення психологічних проблем серед тих, хто зазнав впливу радіації внаслідок катастрофи, частково через погане інформування про наслідки радіації, порушення їхнього способу життя та травму, пов'язану з розпадом Радянського Союзу.
У відповідь деякі колишні мешканці регіону, який зараз входить до складу Чорнобильської зони відчуження та Поліського державного радіоекологічного заповідника, зокрема Любов Сірота, українська поетеса та евакуйована з Прип'яті, у своєму вірші «Чорнобильські вірші» 1995 року «Радіофобія» та мемуарах 2013 року «Прип'ятський синдром», засуджують таке сумнівання в психології та розсудливості тих, хто вижив, як спроби ігнорувати та делегітимізувати як заявлений евакуйованими довгостроковий досвід смертельних наслідків катастрофи, так і заяви евакуйованих про відчутний, постійний вплив аварії на їхнє фізичне здоров'я. У своєму вірші 1988 року «Нас не зареєстрували (Василю Деомидовичу Дубоделю)» Сірота звернулася до того, що вона вважає нездатністю місцевої та міжнародної влади визнати пов'язані з катастрофою, тривалі латентні смерті від хвороб серед евакуйованих із Чорнобильської зони відчуження та досягти консенсусу щодо того, як найкраще підрахувати та вивчити ці смерті.
Вона написала:
Вони нас не зареєстрували / і наші смерті / не пов'язали з аварією. [...] Вони списали нас з рахунків як / затяжний стрес, / хитрі генетичні розлади. [...] [Т]исячі «компетентних» чиновників / рахують наші «душі» у відсотках. [...] Вони списали нас з рахунків.
Ще більш суперечливим є те, що деякі евакуйовані з Чорнобильської зони відчуження та Поліського державного радіоекологічного заповідника, які вижили, особливо не погоджуються з давньою позицією установ Організації Об'єднаних Націй, які вважають дезінформацією, «міською легендою» або радіофобією твердження деяких евакуйованих про те, що протягом тижнів і місяців одразу після аварії вони були свідками більш безпосередніх смертей, пов'язаних з катастрофою, внаслідок травм та променевої хвороби, які, на їхню думку, не відображені в офіційних записах.  Наприклад, Микола Калугін — евакуйований з села, яке зараз входить до складу Поліського державного радіоекологічного заповідника Білорусі, — заявив Newsweek у травні 2019 року, що його дочка померла протягом кількох тижнів після аварії в результаті того, що він стверджує, було незареєстрованими місцевими випадками променевої хвороби:
Вони принесли маленьку труну. [...] Вона була маленькою, як коробка для великої ляльки. Я хочу засвідчити: моя дочка померла від Чорнобиля. І вони хочуть, щоб ми про це забули.
Зі свого боку, Організація Об'єднаних Націй та деякі відомі дослідники Чорнобильської катастрофи продовжують вважати помилковими або радіофобними такі заяви евакуйованих про додаткові, короткочасні, прямі смерті внаслідок травм або променевої хвороби, пов'язаних з аварією, які не враховуються в офіційних підрахунках загиблих внаслідок аварії.

## Офіційний список прямих смертей
31 особа, перелічена в таблиці нижче, - це ті, чиї смерті Радянський Союз включив до свого офіційного списку, опублікованого у другій половині 1986 року, жертв, безпосередньо пов'язаних з катастрофою.
Оцінки еквівалентної дози наведено в берах (еквівалент рентгена людина) одиниця СГС. Бер визначається з 1976 року як рівний 0,01 зіверта, більш широко використовуваній одиниці СІ. Один зіверт (100 бер) представляє 5,5% ймовірність розвитку раку.
| Ім'я (англ./укр.)                | Дата та місце народження                      | Дата та місце смерті | Причина смерті/поранення | Посада                                       | Опис | Офіційне визнання                                                              | Еквівалентна доза опромінення (1988) | Уточнена еквівалентна доза (2014) |
| Акімов Олександр Федорович       | 06.05.1953, Новосибі рськ                     | 10.05.1986, Москва   | Гострий променевий синдром (ГПС) 4-го ступеня; опіки 100% тіла. Ділянки шкіри отримали до 400–500 Гр. Ушкодження шкіри такишківника. | Начальник зміни блоку №4                     | Перебував у блоці керування під час вибуху; отримав смертельну дозу під час спроб відновити подачу води в реактор у приміщенні 714/2 разом з Топтуновим, Нехаєвим, Усковим та Орловим.               | Орден «За мужніст ь» III ступеня (Україна)                                     | >1000 бер (ймовірно 1100– 1300 бер)  | Невідомо                          |
| Баранов Анатолій Іванович        | 13.06.1953, Цюрупинськ, Херсонсь ка обл.      | 20.05.1986, Москва   | ГПС 4-го ступеня, ушкодження легень.                                                                                                 | Старший інженер- електрик                    | Керував генераторами під час аварії, запобігши поширенню вогню через машинний зал. | Орден «За мужніст ь» III ступеня (Україна ), Орден Жовтневої Революц ії (СРСР) | 830–1030 бер                         | 940–1140 бер                      |
| Бражник В'ячеслав Степанович     | 03.05.1957, Атбасар, Казахстан                | 14.05.1986, Москва   | ГПС 4-гоступеня. Ушкодження шкіри такишківника.                                                                                      | Старший оператор турбін                      | Перебував у турбінному залі під час вибуху. Отримав смертельну дозу (>1000 рад) під час гасіння пожежі та стабілізації залу. Опромінений уламком палива біля трансформатора турбогенератора 7.       | Орден «За мужніст ь» III ступеня (Україна ), Орден «Знак Пошани» (СРСР)        | 990–1190 бер                         | 1120– 1320 бер                    |
| Дегтяренко Віктор Михайлович     | 10.08.1954, Рязань, Росія                     | 19.05.1986, Москва   | ГПС 3-го ступеню; термічні та променеві опіки.                                                                                       | Оператор реактора                            | Був біля насосів під час вибуху; обпалений парою або гарячою водою. | Орден «За мужніст ь» III ступеня (Україна ), Орден «Знак Пошани" (СРСР)        | 320–420 бер                          | 390–490 бер                       |
| Ігнатенко Василь Іванович        | 13.03.1961, Сперижжя,Гомельська обл.          | 13.05.1986, Москва   | ГПС 4-го ступеня. Ушкодження шкіри такишківника.                                                                                     | Пожежник, 6-тапожежна частина,Чорнобиль      | Прибув на місце о 1:35 під командуванням лейтенантаКибенка. Першим із свого загону піднявся на дах реактора 3. Допомагав гасити пожежу на даху вентиляційного блоку. Помер у московській лікарні №6. | Герой України (золота зірка), Орден Червоного Прапора (СРСР)                   | 1100– 1300 бер                       | 1240– 1440 бер                    |
| Іваненко Катерина Олександрівна  | 11.09.1932, Нежихів, Гомельсь ка обл.         | 26.05.1986, Москва   | ГПС 4-го ступеня. Токсикоз та дихальна недостатніст ь.                                                                               | Охоронець                                    | Охороняла ворота біля блоку 4 всю ніч, отримала смертельну дозу через радіоактивні уламки. | Орден Червоно го Прапора (СРСР)                                                | 730–930 бер                          | 840–1040 бер                      |
| Ходемчук Валерій Ілліч           | 24.03.1951, Крапивня , Київська обл.          | 26.04.1986, ЧАЕС     | Травми від вибуху (ймовірно). | Старший оператор насосів, реактор 4          | Перебував у насосній південного контуру, ймовірно загинув миттєво; тіло не знайдено. | Орден «За мужність» III ступеня (Україна)                                      | Загинув миттєво                      | Загинув миттєво                   |
| Кибенок Віктор Миколайович       | 17.02.1963, Сирогозьке, Херсонська обл.       | 11.05.1986, Москва   | ГПС 4-го ступеня, ушкодження шкіри та легень.                                                                                        | Пожежник, 6-та пожежна частина, Чорнобиль    | Лейтенант, керівник зміни. Прибув о 1:35, координував гасіння пожежі на північній стороні реактора. Отримав смертельну дозу на даху блоку 3. Помер через два тижні.                                  | Герой РадянськогоСоюзу (посмертно)                                             | 820–1020 бер                         | 900–1100 бер                      |
| Коновал Юрій Іванович            | 01.01.194 2, Усть- Пєр, Алтай                 | 28.05.1 986, Москва  | ГПС 4-го ступеня; дихальна недостатніст ь та набряк мозку.                                                                           | Електрик                                     | Керував обладнанням та боровся з пожежею в блоках 4 і 5, отримав смертельну дозу. | Орден «За мужніст ь» III ступеня (Україна ), Орден «Знак Пошани » (СРСР)       | 570–770 бер                          | 670–870 бер                       |
| Кудрявцев Олександр Геннадійович | 11.12.1957, Кіров, Росія                      | 14.05.1986, Москва   | ГПС 3-го ступеня; 100% променевих опіків. Помер від шоку після переливання крові.                                                    | Кандидат у інженери з керування реактором    | Був у блоці керування під час вибуху; отримав смертельну дозу під час спроби вручну опустити стрижні.                                                                                                | Орден «За мужніст ь» III ступеня (Україна)                                     | 420–520 бер                          | 500–600 бер                       |
| Кургуз Анатолій Харлампійович    | 12.06.1957, Унеча,Брянськ, Росія              | 12.05.1986, Москва   | ГПС 3-го ступеня; термічні та променеві опіки.                                                                                       | Старший оператор реактора                    | Обпалений радіоактивно ю парою в своєму блоці керування, врятував персонал. | Орден Леніна (СРСР), Хрест «За мужніст ь» (Україна)                            | 520–620 бер                          | 550–650 бер                       |
| Лелеченко Олександр Григорович   | 26.07.1938, Лубни, Полтавсь ка обл.           | 06.05.1986, Київ     | ГПС 4-го ступеня; ділянки шкіри отримали до 500 Гр. Перша смерть від ГПС.                                                            | Заступник начальника електромайстерні        | Тричі пройшов через радіоактивну воду, щоб вимкнути електролізери, отримав понад 1000 рад. | Герой України (посмер тно), Орден Леніна (СРСР)                                | 920–1120 бер                         | 1080– 1280 бер                    |
| Лопатюк Віктор Іванович          | 22.08.1960, Лілів, Київська обл.              | 17.05.1986, Москва   | ГПС 3-го ступеня; помер від кровотечі під час катетеризації.                                                                         | Електрик                                     | Отримав смертельну дозу (>500 рад) під час вимкнення електролізерів . | Орден Леніна (СРСР), Хрест «За мужність»                                       | 500–600 бер                          | 590–690 бер                       |
| Лузганова Клавдія Іванівна       | 09.05.1927                                    | 31.07.1986, Москва   | ГПС 2-го ступеня. Остання смерть від опромінення (через 96 днів).                                                                    | Охоронець                                    | Охороняла будівництво сховища відпрацьованого палива. Опромінилася (>400 рад) через уламок палива.                                                                                                   | Орден Червоного Прапора (СРСР)                                                 | 360–460 бер                          | 440–540 бер                       |
| Новик Олександр Васильович       | 11.08.1961, Дубровицький р-н, Рівненська обл. | 26.07.1986, Москва   | ГПС 4-го ступеня; інфекція та реакція "трансплант ат проти господаря".                                                               | Інспектор-механік турбін                     | Отримав смертельну дозу (>1000 рад) під час гасінняпожежі в турбінному залі. | Орден «За мужність» III ступеня (Україна)                                      | 910–1110 бер                         | 1030– 1230 бер                    |
| Орлов Іван Лукич                 | 10.01.1945                                    | 13.05.1 986          | ГПС 4-го ступеня; ушкодження шкіри та кишківника.                                                                                    | Працівник «Чорнобильенерг озахису»           | Отримав понад 1200 рад від уламків активной зони. | —                                                                              | 1140– 1340 бер                       | 1280– 1480 бер                    |
| Перчук Костянтин Григорович      | 23.11.1952, Магадан, Росія                    | 20.05.1986, Москва   | ГПС 4-го ступеня; смертельні ушкодження легень.                                                                                      | Старший інженер- турбініст                   | У турбінному залі під час вибуху; отримав >1000 рад під час гасіння пожежі. | Орден «За мужніст ь» III ступеня (Україна)                                     | 730–930 бер                          | 830–1030 бер                      |
| Перевозче нко Валерій Іванович   | 06.05.1947, Стародуб, Брянськ, Росія          | 13.06.1986, Москва   | ГПС 3-го ступеня; інфекція після пересадки кісткового мозку.                                                                         | Бригадир реакторного відділу                 | Намагався врятувати Ходемчука, отримав >600 рад у реакторному залі. | Орден «За мужніст ь» III ступеня (Україна)                                     | 540–740 бер                          | 630–830 бер                       |
| Попов Георгій Іларіонович        | 21.02.1940                                    | 13.06.1986           | ГПС 3 ступеня, ушкодження легень | Фахівець з вібрації, Харківський "Турбоатом" | Працював у турбінному залі, отримав смертельну дозу (>500 рад) | -                                                                              | 530-630                              | 620-720                           |
| Правик Володимир Павлович        | 13.06.1962                                    | 11.05.1986           | ГПС 4 ступеня, ушкодження шкіри та кишківника                                                                                        | Начальник караулу 2-ї пожежної частини ЧАЕС  | Першим прибув на місце аварії о 1:28, координував гасіння пожежі | Герой Радянського Союзу                                                        | 1270-1470                            | 1420- 1620                        |
| Проскуряков Віктор Васильович    | 09.04.1955                                    | 17.05.1986           | ГПС 4 ступеня, 100% променевих опіків                                                                                                | Кандидат у інженери з керування реактором    | Отримав смертельну дозу при спробі вручну опустити керуючі стрижні | Орден "За мужність"                                                            | 560-660                              | 650-750                           |
| Савенков Володимир Іванович      | 15.02.1958                                    | 21.05.1986           | ГПС 4 ступеня | Фахівець з вібрації, "Турбоатом"             | Перший пацієнт, госпіталізований до московської лікарні | -                                                                              | 610-710                              | 700-800                           |
| Шаповалов Анатолій Іванович      | 06.04.1941                                    | 19.05.1986           | ГПС 4 ступеня | Електрик                                     | Отримав понад 1000 рад під час роботи з електрообладнанням | Орден Дружби народів                                                           | 820-1020                             | 970-1170                          |
| Шашенок Володимир Миколайович    | 21.04.1951                                    | 26.04.1986           | Термічні та променеві опіки, травми                                                                                                  | Наладчик автоматичних систем                 | Знайдений непритомним під завалами, помер не приходячи до тями | Орден "За мужність"                                                            | -                                    | -                                 |
| -------------------------------- | --------------------------------------------- | -------------------- | --- | -------------------------------------------- | --- | ------------------------------------------------------------------------------ | ------------------------------------ | --------------------------------- |
| Сітніков Анатолій Андрійович     | 20.01.1940                                    | 30.05.1986           | ГПС 3 ступеня | Заступник головного інженера                 | Отримав смертельну дозу під час огляду зруйнованого блоку | Орден Леніна                                                                   | 390-490                              | 470-570                           |
| Телятников Леонід Петрович       | 25.01.1951                                    | 02.12.2004           | Рак (через 18 років після аварії) | Начальник пожежної частини ЧАЕС              | Отримав 400- 600 рад під час керування гасінням пожежі | Герой Радянсь кого Союзу                                                       | -                                    | -                                 |
| Тішура Володимир Іванович        | 15.12.1959                                    | 10.05.1986           | ГПС 4 ступеня | Пожежник 6-ї частини                         | Першим втратив свідомість на даху, помер першим із пожежників | Герой України                                                                  | 1010-1210                            | 1140- 1340                        |
| Тітенок Микола Іванович          | 05.12.1962                                    | 16.05.1986           | ГПС 4 ступеня | Пожежник 6-ї частини                         | Останній померлий пожежник, отримав 1300- 1500 рад | Герой України                                                                  | 1150-1350                            | 1300- 1500                        |
| Топтунов Леонід Федорович        | 16.08.1960                                    | 14.05.1986           | ГПС 4 ступеня | Старший інженер з керування реактором        | Отримав понад 1000 рад у блоці керування | Орден "За мужність"                                                            | 900-1100                             | 950-1150                          |
| Ващук Микола Васильович          | 05.06.1959                                    | 14.05.1986           | ГПС 4 ступеня | Пожежник 6-ї частини                         | Отримав 1220-1420 рад, керував подачею води на дах | Герой України                                                                  | 1080-1280                            | 1220- 1420                        |
| Вершинін Юрій Анатолійович       | 22.05.1959                                    | 21.07.1986           | ГПС 4 ступеня | Інспектор-механік турбін                     | Отримав понад 700 рад у турбінному залі | Орден "Знак Пошани"                                                            | 650-850                              | 750-950                           |